# Carnas
Carnas település Franciaországban, Gard megyében. Lakosainak száma 540 fő (2022. január 1.). Carnas Aspères, Brouzet-lès-Quissac, Gailhan, Saint-Clément, Galargues, Garrigues, Sardan, Saint-Bauzille-de-Montmel és Vacquières községekkel határos.

## Népesség
A település népességének változása:
| Lakosok száma | 259  | 220  | 266  | 373  | 450  | 466  | 479  | 504  | 516  | 540  |
|               | 1968 | 1982 | 1990 | 2006 | 2013 | 2015 | 2017 | 2019 | 2020 | 2022 |